# Abacaria robinsoni
Abacaria robinsoni là một loài Trichoptera trong họ Hydropsychidae. Chúng phân bố ở miền Australasia.